# Колачковский, Клементий Иосиф Евгений
Клементий Иосиф Евгений Колачковский (пол. Klemens Kołaczkowski; 1793, Познань — 1873[…], Дрезден) — польский военный инженер, офицер наполеоновской армии, участник похода на Россию в 1812 году, в дальнейшем — русский полковник (1829), затем — бригадный генерал армии польских повстанцев (1831); мемуарист. 

## Биография
Выходец из шляхетского рода Колачковских герба Абданк. Родился в 1793 году в Познани в семье Игнатия Франца Колачковского и его жены Юзефы, урождённой графини Грудзинской. 
Получил образование в университете Бреслау и Прикладной артиллерийской и инженерной школе в Варшаве. С 1809 года служил офицером в армии лояльного Наполеону Великого герцогства Варшавского. В том же году принимал участие в польско-австрийской войне. В 1810 году, в возрасте 17 лет (?), руководил фортификационными работами в ключевых польских крепостях — Замостье и Модлине. В 1812 году участвовал в походе на Россию в составе 5-го (польского) армейского корпуса наполеоновской армии. Продолжил сражаться на стороне Наполеона в кампаниях 1813—14 годов. Стал кавалером ордена Почётного легиона; кроме того, был награждён золотым крестом польского ордена «Virtuti Militari».
В 1814 году вернулся в Польшу и поступил на службу в армию входившего в состав России Царства Польского. Сделал успешную военную карьеру. В 1816—30 годах был инспектором Военно-прикладной («Аппликационной») школы, которую сам окончил, и профессором фортификации, геодезии и топографии там же. Имел чин полковника (с 1829). 
Во время Польского восстания 1830—31 годов примкнул к мятежникам и был произведён в бригадные генералы. После окончания восстания выехал за границу. Скончался в 1873 году в Дрездене.

## Литературное творчество
Автор многотомных воспоминаний, изданных в 1898–1901 годах. Согласно Военной энциклопедии Сытина: 

Записки Колачковского «О войне 1812 года» отличаются беспристрастием; он ставит Багратиона в один ряд с Ланном, Неем и Даву, а о русском солдате крайне высокого мнения. На русском языке записки Колачковского напечатаны 2 раза: 1) в извлечении и с пропусками в «Варшавском военном журнале» (1899) и 2) в 1911 году в полном виде, с предисловием К. А. Военского— Колачковский, Клементий-Иосиф-Евгений // Военная энциклопедия : [в 18 т.] / под ред. В. Ф. Новицкого … [и др.]. — СПб. ; [М.] : Тип. т-ва И. Д. Сытина, 1911—1915.
Однако, и это второе, якобы «полное» издание, в действительности являлось переводом лишь той части мемуаров, где речь шла о событиях Отечественной войны 1812 года.
Кроме того, написал биографии генерала Игнатия Продзинского — своего непосредственного начальника в ходе Польского восстания (опубликована в 1851), и генерала Домбровского (опубликована в 1901).

## Издания на русском языке
- Записки генерала Колачковского о войне 1812 года (80 с.) — полная оцифрованная версия.